# 亚当和夏娃 (丢勒)
《亚当和夏娃》是德国艺术家阿尔布雷希特·丢勒所作的板面油画，完成于1507年。丢勒曾在1504年有同一主题的铜版画，但是这组画绘于从威尼斯返回纽伦堡后不久，受到了意大利艺术的影响。丢勒的第二次意大利之旅给了他描绘理想的人体形象的新方法，完成了德国绘画中第一件正面裸体作品。 
《亚当和夏娃》最早收藏在布拉格城堡，是收藏家鲁道夫二世的财产。在三十年战争期间，军队劫掠了城堡，这组板面油画归属瑞典国王古斯塔夫二世·阿道夫。他的女儿克里斯蒂娜女王于1654年将这作品送给腓力四世。后来国王卡洛斯三世在1777年下令，将这幅画收藏在Real Academia de Bellas Artes de San Fernando。1827年，它来到目前的收藏地点，马德里的普拉多博物馆，但是直到1833年才向公众展出。